# Balazucia japonica
Balazucia japonica är en svampart som beskrevs av Terada 1980. Balazucia japonica ingår i släktet Balazucia och familjen Laboulbeniaceae.   Inga underarter finns listade i Catalogue of Life.